# Bremar Cup 1973
Il Bremar Cup 1973 è stato un torneo di tennis. È stata la 3ª edizione del torneo, che fa parte dei Tornei di tennis femminili indipendenti nel 1973. Si è giocato a Londra in Gran Bretagna, dal 14 al 17 novembre 1973.

## Campionesse

### Singolare
Virginia Wade ha battuto in finale  Julie Heldman con il punteggio di 6–2, 3–6, 7–5

### Doppio
Lesley Charles /  Glynis Coles hanno battuto in finale  Virginia Ruzici /  Mariana Simionescu con il punteggio di 6–3 7–5